# Vrony i Pro-tony
Vrony i Pro-tony – czwarty mixtape rapera donGURALesko stworzony w duecie z producentem muzycznym Matheo. Wydawnictwo ukazało się 4 grudnia 2020 roku nakładem wytwórni muzycznej Shpady, w dystrybucji Step Hurt. Gościnie na płycie udzielili się Krzysztof Skiba, Arkadiusz Pawłowski, Waldemar Kasta, Ewa Ekwa, Marta Maniowa, Shellerini, Adi Nowak, Czesław Mozil, DJ Frodo oraz Tailor Cut. Mixtape hostowany był przez Matheo, Wasyla oraz Bersona. Album zadebiutował na 7. miejscu zestawienia OLiS.

## Lista utworów
| Nr  | Tytuł utworu                                             | Producent  | Długość |
| --- | -------------------------------------------------------- | ---------- | ------- |
| 1.  | „Teleintro (gość. Krzysztof Skiba, Arkadiusz Pawłowski)” | Matheo     | 1:53    |
| 2.  | „Ydzydzno intro”                                         | Matheo     | 0:47    |
| 3.  | „Wahadełko”                                              | Matheo     | 3:07    |
| 4.  | „Głośni, szybcy i źli”                                   | Matheo     | 3:53    |
| 5.  | „Pipa, lampa, oranżada (gość. Waldemar Kasta)”           | Matheo     | 4:09    |
| 6.  | „Dwaj Gurale”                                            | Matheo     | 2:43    |
| 7.  | „Co będzie to będzie RMX”                                | Matheo     | 4:14    |
| 8.  | „Badboy (gość. Ewa Ekwa, Marta Maniowa)”                 | Matheo     | 3:39    |
| 9.  | „Keszbeg”                                                | Matheo     | 4:25    |
| 10. | „Wielkie Rzeczy”                                         | Matheo     | 3:53    |
| 11. | „Miejskie etno RMX”                                      | Tailor Cut | 3:14    |
| 12. | „Kop kick”                                               | Matheo     | 4:40    |
| 13. | „Sunie frunie”                                           | Matheo     | 3:31    |
| 14. | „Pogoda pod psem (gość. Shellerini)”                     | DJ Frodo   | 3:58    |
| 15. | „Kwiaty (gość. Adi Nowak)”                               | Matheo     | 3:25    |
| 16. | „Kosmiczny aparat (gość. Czesław Mozil)”                 | Matheo     | 3:55    |
| 17. | „Autro”                                                  | Matheo     | 0:06    |
| 18. | „Zajko Kokorajko”                                        | Matheo     | 2:44    |
| 19. | „Biały królik”                                           | Matheo     | 3:52    |
|     |                                                          |            | 1:02:08 |

## Twórcy
W nawiasach podano numery utworów.
| - donGURALesko – słowa, rap - Matheo – produkcja, aranżacje, rap - Shimz – miksowanie, mastering - Noriaki – ilustracje - Łukasz "Limps" Koniecko – skład okładki |  | - Waldemar Kasta – słowa, rap (5) - Ewa Ekwa – rap (8) - Marta Maniowa – rap (8) - Shellerini – słowa, rap (14) - Adi Nowak – słowa, rap (15) - Czesław Mozil – słowa, śpiew (16) |  | - DJ Soina – scratche - Tailor Cut – produkcja (11) - DJ Frodo – produkcja (14) |

Nagrania zrealizowane zostały w Mania Studio w Koluszkach oraz w domku znajdującym w ogrodzie działkowym Piotra Górnego.